# Léon Lemmens
Pour les articles homonymes, voir Lemmens.
Léon Lemmens, né le 16 mars 1954 à Boorsem dans le diocèse de Hasselt et mort le 2 juin 2017 à Louvain, est un évêque catholique belge, évêque auxiliaire de l'archidiocèse de Malines-Bruxelles à partir de février 2011.

## Biographie
Léon Lemmens fait ses études secondaires au petit séminaire de Saint-Trond et poursuit sa formation pour la prêtrise au Grand séminaire de Saint-Trond de 1971 à 1976. Il est ordonné prêtre à Boorsem le 10 juillet 1977.
Il complète ses études avec un baccalauréat en théologie à la Katholieke Universiteit Leuven en 
1976 et une licence en théologie morale à l'Université pontificale grégorienne à Rome en 1979. Il obtint à cette même université un doctorat en théologie en 1989.
En 1996 il est nommé chanoine titulaire pour le diocèse de Hasselt. Il est depuis 1977 membre – comme prêtre diocésain - de la Communauté de Sant'Egidio.
Il exerce successivement les ministères suivants :
- 1981-1984 : vicaire d'une paroisse à Genk
- 1984-2004 : professeur au Grand Séminaire de Hasselt
- 1986-1997 : membre de la Commission interdiocésaine pour la liturgie
- 1990-1995 : responsable national pour la pastorale des vocations
- 1994-1995 : responsable pour l’organisation de la rencontre du Pape avec les jeunes à Bruxelles
- 1995-1998 : vicaire épiscopal pour la formation permanente, les médias et la culture
- 1995-1997 : membre de la Commission interdiocésaine pour les médias et la culture
- 1997-2004 : président du Grand Séminaire de Hasselt
- 1998-2004 : vicaire général du diocèse de Hasselt
- 2004-2005 : recteur du Collège roumain à Rome
- 1er mars 2005 : minuteur à la Congrégation pour les Églises orientales et Responsable du secteur  Formation et Études
- Secrétaire de la Réunion Œuvre pour l'aide aux Églises orientales (ROACO)
- Membre du Conseil de gestion du Comité catholique pour la collaboration culturelle avec les Églises orthodoxes et les Églises orthodoxes orientales.

### Évêque
Le 22 février 2011, Léon Lemmens est nommé évêque titulaire de Municipa (de) et évêque auxiliaire de l'archidiocèse de Malines-Bruxelles chargé du vicariat néerlandophone du Brabant Flamand et de l'arrondissement de Malines. 
La consécration épiscopale lui est conférée en la basilique de Koekelberg le 3 avril 2011 par l'archevêque André-Joseph Léonard, en même temps que celles de Jean Kockerols et Jean-Luc Hudsyn nommés évêque auxiliaire de Bruxelles et du Brabant wallon le même jour que lui.
Il choisit comme devise épiscopale une formule inspirée du livre de Sophonie: « Populum humilem et pauperum »  (« un peuple humble et pauvre »)
Dans la nuit du jeudi 1er juin 2017 au vendredi 2 juin 2017, Léon Lemmens s'est éteint à Louvain à l'âge de 63 ans des suites d'une pénible maladie qui l'avait amené à devoir renoncer en octobre 2016  à ses activités publiques et aux dossiers dont il avait la charge au sein de la Conférence épiscopale belge.

## Ouvrages
- (nl) Licht van Christus (Lumière du Christ), Breda, 1990
- (nl) Jezus achterna. Het verhaal van Jan Vermeire, Miloslav Vlk, Edith Stein, Sœur Madeleine (Suivre Jésus : récit de Jan Vermeire, Miloslav Vlk, Edith Stein, Sœur Madeleine), Bruxelles, 1996
- (nl) Jezus Christus, Redder van de wereld (Jésus-Christ, Sauveur du monde), Hasselt, 1997
- (nl) Blijf bij ons, Heer » (Restez avec nous, Seigneur), Hasselt, 2005